# パホンヨーティン24駅
パホンヨーティン24駅（パホンヨーティン24えき、タイ語:สถานีพหลโยธิน 24）はタイ王国バンコク都チャトゥチャック区にある、バンコク・スカイトレイン（BTS）スクムウィット線の駅。駅番号は「N10」。

## 概要
駅名が示す通りパホンヨーティン通りの直上、ソイ24付近に位置する。駅名が似ているブルーライン・ BL14 パホンヨーティン駅との接続駅は当駅ではなく、隣駅の N9 ハーイェーク・ラプラオ駅となる。
2019年12月4日のスクムウィット線延伸開業と同時に無料供用開始、2020年1月3日より営業開始。
2022年部分開業予定の■イエローラインが当駅まで延伸する計画がある。

## 駅構造
高架式2面2線の相対式ホーム。可動式ホーム柵によるホームドア設置駅。

### 駅階層
| 3階                                |                                                |                        |
| 相対式ホーム（可動式ホーム柵有り） |                                                |                        |
| 1番線・上り■スクムウィット線       | モーチット・サイアム・サムロン・ケーハ方面     |                        |
| 2番線・下り■スクムウィット線       | ワット・プラシーマハタート駅・クーコット駅方面 |                        |
| 相対式ホーム（可動式ホーム柵有り） |                                                |                        |
| 2階                                | コンコース                                     | 自動券売機、自動改札口 |
| 1階                                | 出入口                                         | パホンヨーティン通り   |

## 駅周辺
- パホンヨーティン警察署 (4番出入口より北東、約 300 m）
- サイアム商業銀行本社ビル（3番出入口より北西、約 300 m）